# Limerência

Psiquê reanimada pelo beijo de Cupido, escultura de Antonio Canova.

Limerência é um estado cognitivo e emocional involuntário que resulta de um desejo romântico por outra pessoa (objeto da limerência) combinado por uma intensa, avassaladora e obsessiva necessidade de se ter o sentimento correspondido. O termo foi cunhado em 1979 pela psicóloga e escritora norte-americana Dorothy Tennov para descrever o conceito que havia surgido em suas pesquisas em meados da década de 1960, quando entrevistou mais de 500 pessoas sobre o amor. A palavra apareceu pela primeira vez no ano de 1979 livro "Love and Limerence: The Experience of Being in Love" (Amor e Limerência: A Experiência de Estar Apaixonado, em tradução livre).
Mais recentemente, a limerência foi definida em relação ao transtorno obsessivo-compulsivo como “um estado interpessoal involuntário que envolve pensamentos, sentimentos e comportamentos intrusivos, obsessivos e compulsivos que são contingentes e dependem da percepção de reciprocidade emocional da parte do objeto de interesse”.
Limerência também foi definida em termos de seus efeitos potencialmente inspiradores e de sua relação com a teoria do apego, que não é exclusivamente sexual, como sendo "um estado involuntário potencialmente inspirador de adoração e de apego a um objeto da limerência envolvendo pensamentos, sentimentos e comportamentos intrusivos e obsessivos que vão da euforia ao desespero, a depender da reciprocidade emocional percebida”.
A teoria do apego enfatiza que "muitas das mais intensas emoções surgem durante a formação, manutenção, interrupção e renovação dos primeiros laços afetivos". Sugere-se que "o estado de limerência é a experiência consciente da motivação do incentivo sexual" durante a formação de um vínculo: "uma espécie de experiência subjetiva da motivação do incentivo sexual" durante o "intensivo... estágio de formação de pares" do vínculo afetivo humano.
A limerência pode durar dias, meses, anos, ou até mesmo pelo resto da vida da pessoa afetada.

## Características
"O conceito de limerência oferece um contorno especial ao domínio semântico do amor", sendo uma tentativa de fazer um estudo científico sobre a natureza do amor. Limerência é considerada o estado cognitivo e emocional de uma pessoa que está emocionalmente apegada ou até mesmo obcecada por uma outra pessoa. Este estado é geralmente experimentado de maneira involuntária e caracterizado por um forte desejo de reciprocidade dos sentimentos, uma forma quase obsessiva de amor romântico. Para Tennov, "a atração sexual é um componente essencial da limerência... o objeto de limerência é um parceiro sexual em potencial".
Limerência é às vezes também interpretada como paixão, ou o que é popularmente conhecido como "uma atração", no entanto, no discurso comum, a paixão inclui aspectos de imaturidade e extrapolação causados for insuficiência de informações, e geralmente dura um período menor. Tennov observa como a limerência "pode dissolver-se logo após o seu início, como no começo de uma atração adolescente centrada em frenesi", mas a pesquisadora se concentra mais no momento em que "vínculos limerentes são caracterizados pela cristalização de "entropia", como descrito por Stendhal em seu ensaio Sobre o amor, de 1821, onde uma nova paixão amorosa começa a se transformar perceptivamente... características atraentes são exageradas e características não atraentes recebem pouca ou nenhuma atenção.... [criando] um objeto de limerência" .
De acordo com Tennov, existem pelo menos dois tipos de amor: a)  "limerência", que ela descreve como, dentre outras coisas, "apego amoroso", e b) "afeto amoroso", o vínculo que existe entre um indivíduo e seus pais e filhos. Ela observa, no entanto, que uma forma pode evoluir para a outra: 'aqueles cuja limerência foi substituída pela ligação afetiva com o mesmo parceiro podem dizer... "éramos muito apaixonados quando nos casamos, hoje nós nos amamos muito". A distinção é comparável com a conclusão de etólogos "entre as funções da atividade sexual de formação de par e manutenção de par", assim como "a fixação descrita pelos teóricos do apego é muito semelhante à necessidade de reciprocidade emocional apontada no conceito de limerência de Tennov, e ambas estão ligadas à sexualidade.
A limerência é caracterizada por pensamentos intrusivos e sensibilidade acentuada a eventos externos que refletem a disposição do objeto de limerência para com o indivíduo afetado, e pode ser experienciada como felicidade intensa ou extremo desespero, dependendo da reciprocidade dos sentimentos. Basicamente, é o estado de se deixar completamente levar por uma paixão ou amor, irracionais, chegando até mesmo ao ponto de dependência psicológica. Normalmente, a pessoa é inspirada por uma intensa paixão ou admiração por alguém. A limerência pode ser difícil de entender para quem nunca viveu o sentimento, sendo portanto um estado muitas vezes menosprezado por não-limerentes como fantasias ridículas ou uma construção de ficção romântica.
Tennov diferencia entre limerência e outras emoções, afirmando que o amor envolve a preocupação com o bem-estar e os sentimentos da outra pessoa. Enquanto a limerência não exige isso, essas preocupações podem certamente ser incorporadas. Afeto e carinho estão normalmente à disposição de uma outra pessoa, independentemente desses sentimentos serem recíprocos, enquanto na limerância, se deseja profundamente uma retribuição, embora o sentimento permaneça inalterado caso não haja reciprocidade. O contato físico com o objeto de limerência não é necessário nem basta para que haja uma experiência individual de limerência, ao contrário do que experimenta pessoas que sentem atração sexual.
Quando padrões de apego insalubres ou traumas de infância influenciam a limerência, o objeto de limerência pode ser construído como uma idealização das figuras envolvendo o apego doentio ou trauma originais. Em tais casos, a falta de reciprocidade pode, na verdade, servir para reforçar as lições aprendidas em experiências de laços afetivos insalubres anteriores, e, portanto, reforçar a limerência.

## Componentes
A limerência envolve o pensamento intrusivo sobre o objeto de limerência. Outras características incluem desejo agudo de reciprocidade, medo da rejeição e timidez inquietante na presença do objeto de limerência. Em casos de limerência não correspondida, o alívio temporário pode ser encontrado em imaginar vividamente a reciprocidade do objeto de limerência. Tennov sugere que os sentimentos de limerência podem ser intensificados com adversidades, obstáculos ou distância – Intensificação através de adversidade". Uma pessoa com limerência aguda pode apresentar sensibilidade a qualquer ato, pensamento ou condição que possam ser interpretados favoravelmente. Isto pode incluir uma tendência a conceber, fabricar ou inventar explicações "razoáveis" para justificar por que ações neutras seriam sinais de uma paixão oculta da parte do objeto de limerência.
Uma pessoa que experimenta limerência apresenta uma intensidade geral de sentimentos que minimizam outras preocupações. Em seus pensamentos, uma pessoa limerente tende a enfatizar o que é admirável no objeto de limerência e evitar quaisquer atributos negativos ou problemáticos.

### Pensamento intrusivo e fantasia

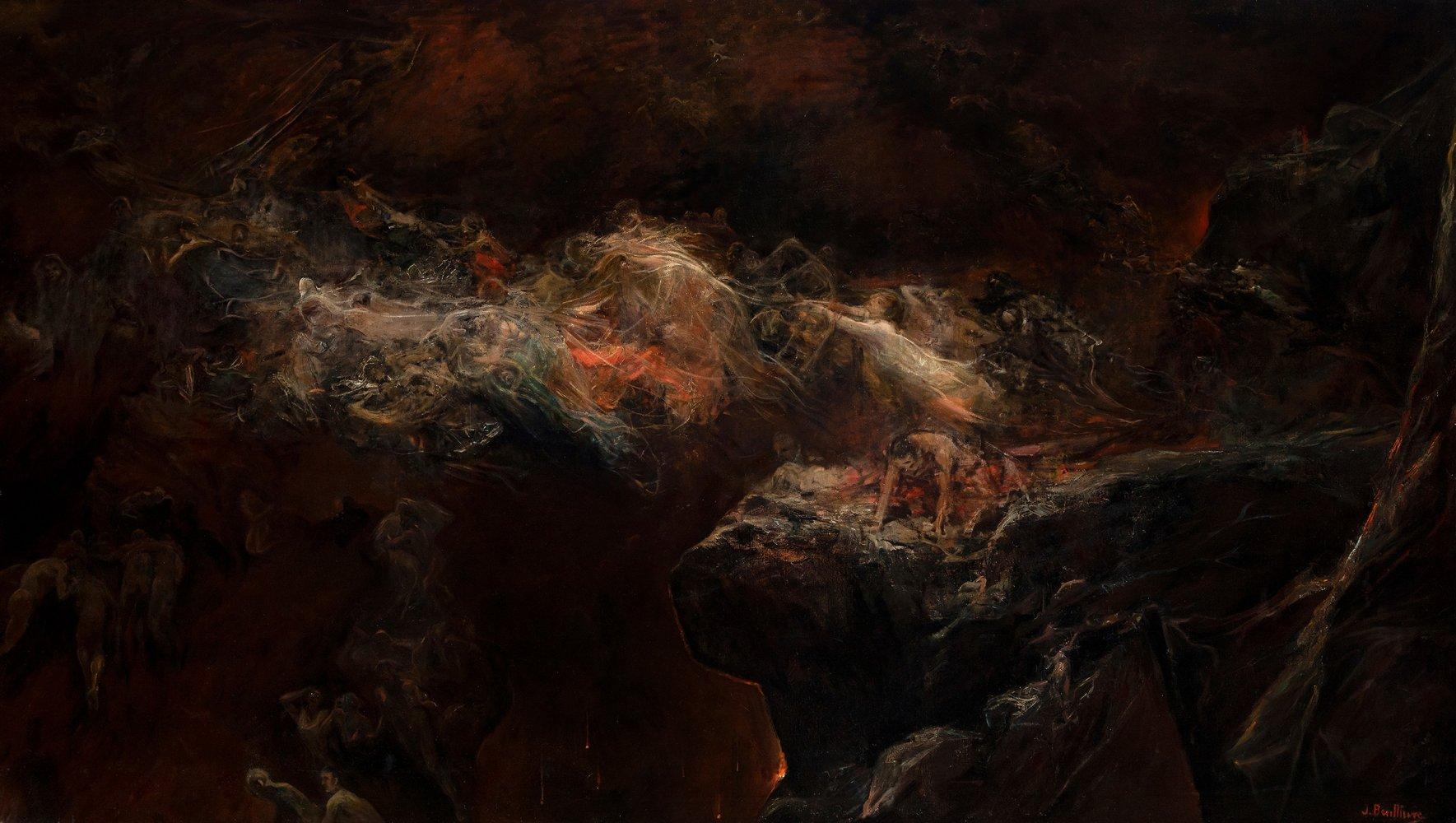
Francesca da Rimini (c. 1890) por José Benlliure Gil. Francesca, uma figura histórica e caso de amor trágico, é representada na Divina Comédia de Dante como atormentada pela paixão, condenada a um círculo do Inferno junto a um redemoinho de outros amantes

No auge da limerência, pensamentos sobre o objeto de limerência são, ao mesmo tempo, persistentes, involuntários e intrusivos. Tais "pensamentos intrusivos sobre o objeto de limerência, parecem ser motivados geneticamente": De fato, a limerência é, antes de tudo, uma condição de obsessão cognitiva. Todos os eventos, associações, estímulos e experiências voltam os pensamentos para o objeto de limerência com uma consistência enervante, enquanto que, inversamente, os pensamentos constantes sobre o objeto de limerência definem todas as outras experiências. Se um determinado pensamento não tem nenhuma conexão anterior com o objeto de limerência, logo uma conexão é estabelecida.
A fantasia limerente é insatisfatória a menos que seja enraizada na realidade, porque o sonhador pode querer que a fantasia pareça realista e de alguma forma viável. Em estado grave, os pensamentos intrusivos podem ocupar completamente as horas de vigília de um indivíduo, resultando – como no caso de dependência grave – em interrupção significativa ou completa dos interesses normais e atividades da pessoa limerente, incluindo trabalho e família. Para limerentes em série, isso pode resultar em debilitante insucesso constante ao longo da vida na escola, trabalho e família. Comparações feitas entre limerência e dependência de substâncias tóxicas podem chamar a atenção para a constante, disponibilidade livre e gratuita da "droga eleita" pelo limerente, uma vez eles estão essencialmente sofrendo por um desequilíbrio químico no cérebro.
Fantasias relacionadas com ideias impossíveis são normalmente descartadas pelo sonhador. Às vezes, a fantasia é retrospectiva: eventos reais são reproduzidos com grande vivacidade a partir da memória. Esta forma predomina quando aquilo que é visto como evidência de uma possível reciprocidade pode ser re-vivenciado (uma espécie de história seletiva ou revisionista). Caso contrário, a longa fantasia é antecipatória, começando no cotidiano e culminando na realização do objetivo. A fantasia limerente também pode envolver um evento incomum, muitas vezes trágico.
As longas fantasias formam pontes entre a vida cotidiana do limerente e o momento de êxtase intensamente desejado. A duração e a complexidade de uma fantasia dependem da disponibilidade de tempo e a ausência de distrações. A felicidade do momento de consumação imaginado é maior quando os eventos imaginários que o precedem são possíveis (ainda que representem graves desvios do provável). Nem sempre são inteiramente agradáveis, e quando a rejeição parece provável, os pensamentos se concentram em desespero, às vezes ao ponto do suicídio. O caráter agradável ou desagradável do estado parece ser quase independente da intensidade da reação. Embora a direção do sentimento, ou seja feliz vs infeliz, mude rapidamente, com "picos dramáticos de flutuabilidade e desespero", a intensidade dos pensamentos intrusivos e involuntários altera-se menos rapidamente, e apenas em resposta a um acúmulo de experiências com o particular objeto de limerência.
Pessoas limerentes ocasionalmente têm fantasias em sonhos. Tais sonhos apresentam uma forte emoção e felicidade quando experienciados, mas muitas vezes acabam em desespero quando a pessoa desperta. Os sonhos podem reacender sentimentos fortes em relação ao objeto de limerência após a diminuição dos sentimentos.

### Medo da rejeição
Junto com a ênfase em qualidades positivas percebidas no objeto de limerência e a preocupação com a esperança pela correspondência dos sentimentos, há um temor de que o sentimento esbarre no exato oposto de reciprocidade: a rejeição. Pode-se experimentar dúvidas e incertezas consideráveis, levando a "incapacitação pessoal expressa através de uma timidez perturbadora na presença da pessoa [objeto de limerência]" - algo que provoca dor, mas também de uma certa forma aumenta o desejo, e pode ainda se espalhar para situações que envolvam outros possíveis objetos de limerência, embora geralmente não afete outras esferas da vida.
No entanto, na maioria dos casos, é justamente um período de tempo consideravelmente longo sem reciprocidade o que ajuda a eventualmente destruir a limerência. Embora aparentemente a limerência floresça sob algumas formas de adversidade, tanto extrema cautela quanto timidez podem impedir que um relacionamento ocorra, mesmo quando ambas as partes estão interessadas. Isto é resultado de um medo de expor características indesejáveis para o objeto de limerência.

### Esperança
A limerência desenvolve-se e sustenta-se quando há um certo equilíbrio entre esperança e incerteza. A base para esperança limerente não é a realidade objetiva, mas a realidade como ela é percebida. A tendência é alternar entre nuances da fala e sutilezas do comportamento como evidências para a esperança limerente. "Amantes, claro, são epistemólogos notoriamente frenéticos, perdendo apenas para paranóicos (e analistas) na leitura de sinais e enigmas". "Pequenas coisas" são notadas e têm significados infinitamente analisados. Entretanto, essa preocupação excessiva com coisas triviais pode não ser totalmente infundada. A linguagem corporal pode indicar uma reciprocidade do sentimento. O que o objeto de limerência diz e fez é relembrado com vivacidade. Busca-se significados alternativos para os comportamentos lembrados.
Todas as palavras e gestos ficam permanentemente disponíveis para análise, especialmente aqueles interpretados como evidência em favor da "reciprocidade de sentimento". Quando objetos, pessoas, lugares ou situações são relacionados ao objeto de limerência, são vividamente lembrados, especialmente se o objeto de limerência "interagiu" com eles de alguma forma.
Acreditar que o objeto de limerência não retribui e não o fará só acontece com grande dificuldade. A limerência pode ir muito longe antes da confirmação de que a rejeição é genuína, especialmente se não foi abordada abertamente pelo objeto de limerência.

### Efeitos físicos
As correlações fisiológicas da limerência são palpitações, tremores, palidez, rubor, dilatação da pupila e fraqueza em geral. Constrangimento, gagueira, timidez e confusão predominam no nível comportamental. Dentre os efeitos menos comuns estão náuseas, dores de cabeça, perda de apetite, vertigens e desmaios.
Há apreensão, nervosismo e ansiedade devido a terrível preocupação de que qualquer ação pode causar um desastre. Muitas das reações fisiológicas comumente associadas resultam do medo. Algumas pessoas, porém, acham que esses efeitos aparecem com mais intensidade imediatamente após ou em algum momento depois do contato com o objeto de limerência, o que é acompanhado por um sentimento agudo de êxtase ou desespero, dependendo do rumo dos acontecimentos.
A super-sensibilidade que é agravada pelo medo de rejeição pode atrapalhar a interpretação da linguagem corporal do objeto de limerência e levar à inação e ao desperdício de oportunidades. Sinais corporais podem confundir e interferir com o objetivo. Uma condição prolongada de alerta e elevação da percepção são desenvolvidas, ao passo que uma enorme reserva de energia é colocada em prontidão para a busca do objetivo limerente.
A sensação de limerência é sentida no ponto médio do peito, no fundo da garganta, no intestino, e, em alguns casos, na região abdominal. Em momentos de mutualidade, essas sensações podem ser interpretadas como êxtase, mas a presença delas é mais perceptível durante desespero em momentos de rejeição.

### Sexualidade
A consciência da atração física desempenha um papel fundamental no desenvolvimento de limerência, mas não é suficiente para satisfazer o desejo limerente, e quase nunca é o principal foco. Em vez disso, a pessoa limerente concentra-se no que poderia ser definido como "atributos benéficos". No entanto, Tennov salienta que "o resultado mais consistente de limerência é o acasalamento, não apenas a interação sexual mas também o compromisso.
A limerência pode ser intensificada após o início das relações sexuais, e no caso de limerência mais intensa, há maior desejo de contato sexual. No entanto, enquanto no passado a rendição sexual indicara o fim da incerteza, nos tempos modernos este não é necessariamente o caso.
O aspecto sexual da limerência não é consistente de pessoa para pessoa. A maioria dos limerentes experienciam a sexualidade limerente como um componente de interesse romântico. Alguns limerentes, no entanto, podem de fato experimentar limerência em consequência de estresse agudo. Em tais casos, a limerência pode surgir como um mecanismo de defesa contra o objeto de limerência, que não é percebido, inicialmente, como um ideal romântico, mas como uma ameaça à física à pessoa limerente.
Fantasias sexuais são distintas de fantasias limerentes. A fantasia limerente tem raízes na realidade e é intrusiva, em vez de voluntária. Em geral, fantasias sexuais ficam mais ou menos sob o controle voluntário e podem também envolver estranhos, pessoas imaginárias, e situações que não poderiam acontecer. A limerência eleva a temperatura do corpo e aumenta o relaxamento, uma sensação de ver o mundo com óculos cor-de-rosa, tornando a pessoa mais receptiva a sexualidade e a sonhar acordada.
Normalmente, as pessoas conseguem ficar excitadas com a ideia de parceiros, situações e atos sexuais que não são verdadeiramente desejados, enquanto a fantasia limerente é desejada em todos os detalhes, a pessoal realmente quer que ocorra. A limerência às vezes aumenta o interesse sexual em outros parceiros quando o objeto de limerência não é receptivo ou não está disponível.

## Reação limerente
A reação limerente é uma reação composta, ou seja, na verdade, descreve uma série exclusiva de reações. Estas reações ocorrem apenas onde equívocos e adversidades se encontram no contexto de um romance. Talvez devido a esta especificidade única, as reações limerentes podem ser singularmente quantificadas e preditas de acordo com o esquema descrito a seguir:
O envolvimento aumenta caso os obstáculos sejam externamente impostos ou haja dúvida quanto aos sentimentos do objeto de limerência. Apenas se o objeto de limerência revele-se altamente indesejável, a limerência pode vir a diminuir. A presença de algum grau de dúvida faz com que a intensidade dos sentimentos aumente ainda mais. Chega-se ao estágio no qual a reação é virtualmente impossível de ser contida. Esta adversidade pode ser superficial ou profunda, interna ou externa, de modo que um indivíduo pode vir a gerar adversidade profunda onde não existe. Além disso, o "romance", por assim dizer, não precisa estar presente em nenhum grau satisfatório para que uma reação limerente tenha continuidade.
O curso da limerência resulta em um padrão de pensamento mais intrusivo. Esse padrão de pensamento é um período de expectativa e muitas vezes alegre, com foco inicial nas admiráveis qualidades do objeto de limerência; cristalização. Em seguida, sob condições adequadas de esperança e incerteza, a limerência intensifica-se ainda mais.
Com indícios de reciprocidade (real ou imaginária) do objeto de limerência, sente-se um estado de extremo prazer, chegando mesmo a euforia. Os pensamentos são ocupados principalmente com a consideração e reconsideração do que é atraente no objeto de limerência, repetição dos eventos que podem ter acontecido até o momento com a pessoa em questão, e apreciação das qualidades pessoais percebidas que tenham possivelmente despertado o interesse nela. No ápice da cristalização, quase todos os pensamentos nas horas de vigília giram em torno do objeto de limerência. Depois deste ápice, os sentimentos, eventualmente, diminuem.
As fantasias ganham preferência sob praticamente qualquer outra atividade, com exceção das atividades que acredite-se ajudar a obter o objeto de limerência, e atividades que envolvam a presença do objeto de limerência. A motivação para alcançar um "relacionamento" continua a se intensificar enquanto exista uma mistura apropriada de esperança e incerteza.
Tennov estima que, com base nos dados tanto de entrevistas quanto de questionários, a duração média da reação limerente, a partir do momento inicial até que um sentimento de neutralidade seja alcançado, é de cerca de três anos. Os extremos vão de períodos tão breves como algumas semanas a espaços muito longos de tempo, como várias décadas. Quando a limerência é breve, a intensidade máxima pode não ser atingida. Outros sugerem que "a fonte biogenética de limerência determina a sua limitação, ordinariamente, para um período de dois anos", e que a limerência geralmente dura entre 18 meses e três anos, mas novos estudos sobre limerência não correspondida sugerem períodos mais longos. Por sua vez, pode ser que uma pessoa experiencie um único episódio limerente, ou ela pode vivenciar "episódios em série", nos quais quase toda a sua vida adulta, desde o início da puberdade até tarde na idade adulta, se consome em sucessivas obsessões limerentes.

## Variedades de vínculos
Uma vez que a reação limerente for iniciada, forma-se uma dentre três variedades de vínculos, ao longo de um determinado período de tempo, em relação à experiência ou não-experiência de limerência. A constituição destes vínculos pode variar durante o curso do relacionamento, de maneira que a intensidade de limerência pode aumentar ou diminuir.
O fundamento e característica interessante desta delimitação proposta por Tennov é que, baseada na sua pesquisa e entrevistas, todos os vínculos humanos podem ser divididos em três variedades definidas pela quantidade de limerência e não-limerência com que cada parceiro contribui para o relacionamento.
Em um vínculo afetivo, nenhum dos parceiros é limerente. Em um vínculo limerente/não-limerente, um dos parceiros é limerente. Em um vínculo limerente/limerente, ambos os parceiros são limerentes.
A ligação afetiva caracteriza aqueles relacionamentos sexuais afetivos onde nenhum dos parceiros é limerente; os casais tendem a ser apaixonados, mas não relatam pensamentos intrusivos contínuos e indesejados, não sentem necessidade intensa de exclusividade, nem definem suas metas em termos de reciprocidade. Tais casais tendem a enfatizar a compatibilidade de interesses, preferências mútuas em atividades de lazer, capacidade de trabalhar em conjunto e, em alguns casos, um grau de relativo contentamento.
De acordo com Tennov, no entanto, a maior parte das relações envolve uma pessoa limerente e uma outra não limerente, ou seja, o vínculo limerente/não-limerente. Esses vínculos são caracterizadas por desigualdade em reciprocidade.
Por fim, os laços de união em que há reciprocidade mútua são definidos como vínculos limerentes/limerentes. Tennov argumenta que uma vez que a própria limerência é um "estado instável", a expectativa é que vínculos mutuamente limerentes sejam de curta duração; relações mistas provavelmente duram mais tempo do que relacionamentos limerente/limerente. Algumas destas relações, entretanto, evoluem para vínculos afetivos ao longo do tempo, à medida que a limerência diminui. Estes casais são descritos por Tennov como "velhinhos casados" cujas interações são tipicamente estáveis e mutuamente gratificantes.

## Impacto
Dorothy Tennov se propõs a estudar mais a fundo as características desse estado e as diferenças culturais que afetam a limerência. As pesquisas de Tennov tiveram continuidade com o trabalho de Albert Wakin, que a conheceu na Universidade de Bridgeport mas não chegou a auxiliar nas pesquisas na época, e Duyen Vo, universitário na Southern Connecticut State University. O objetivo deles era refinar o termo limerência para que este se referisse principalmente aos aspectos patológicos negativos.
Na América do Norte, o termo "limerence" se popularizou por meio muitos meios de comunicação, incluindo livros de auto-ajuda, programas de televisão, revistas e sites populares. Apesar da popularidade, o termo não chegou a ser adotado pela comunidade profissional, sobretudo clínicos.
Em 2008, eles apresentaram uma pesquisa atualizada à American Association of Behavioral and Social Sciences. Wakin e Vo relataram que mais pesquisas deveriam ser conduzidas antes que a condição fosse considerada pronta para o (Diagnostic and Statistical Manual of Mental Disorders – DSM). Outros críticos apontam que 'o relato dela [Tennov] tem como base entrevistas em vez de observação direta', mas concluem que 'apesar de suas deficiências, o trabalho de Tennov pode constituir a base para a formulação informada de uma hipótese'.
No livro The Social Animal, o jornalista David Brooks define limerência como um encontro potencialmente positivo, unificador e transformador com o divino, ou uma espécie de união da humanidade.

## Ver rambém
- Eros (psicanálise)
- Erotomania